# The Violent Sleep of Reason
The Violent Sleep of Reason è l'ottavo album in studio del gruppo musicale svedese Meshuggah, pubblicato il 7 ottobre 2016 dalla Nuclear Blast.

## Descrizione
Primo album del gruppo in quattro anni, l'album si compone di dieci brani, i cui testi traggono spunto da Il sonno della ragione genera mostri di Francisco Goya, e si caratterizza per essere stato registrato prevalentemente in presa diretta, risultando più omogeneo rispetto alle precedenti pubblicazioni dei Meshuggah. Nonostante sia principalmente legato al djent, nell'album sono presenti anche momenti funk metal (l'omonimo Violent Sleep of Reason) e groove (By the Ton e Stifled).

## Promozione
In anticipazione all'uscita dell'album, il 25 agosto 2016 i Meshuggah hanno pubblicato il primo singolo Born in Dissonance, a cui hanno fatto seguito i videoclip per i brani Nostrum e Clockworks, resi rispettivamente disponibili il 15 settembre e il 7 ottobre 2016. Il secondo brano ha in seguito ricevuto una candidatura ai Grammy Awards 2018 nella categoria miglior interpretazione metal.

## Tracce
1. Clockworks – 7:15
2. Born in Dissonance – 4:34
3. MonstroCity – 6:13
4. By the Ton – 6:04
5. Violent Sleep of Reason – 6:51
6. Ivory Tower – 4:59
7. Stifled – 6:31
8. Nostrum – 5:15
9. Our Rage Won't Die – 4:41
10. Into Decay – 6:31

## Formazione
Gruppo
- Jens Kidman – voce
- Fredrik Thordendal – chitarra
- Mårten Hagström – chitarra
- Dick Lövgren – basso
- Tomas Haake – batteria

Produzione
- Meshuggah – produzione
- Tue Madsen – missaggio, registrazione
- Thomas Eberger – mastering

## Classifiche
| Classifica (2016)          | Posizione massima |
| -------------------------- | ----------------- |
| Australia                  | 9                 |
| Austria                    | 31                |
| Belgio (Fiandre)           | 47                |
| Belgio (Vallonia)          | 32                |
| Canada                     | 18                |
| Finlandia                  | 57                |
| Francia                    | 56                |
| Germania                   | 18                |
| Italia                     | 57                |
| Paesi Bassi                | 60                |
| Regno Unito                | 32                |
| Regno Unito (rock & metal) | 5                 |
| Stati Uniti                | 17                |
| Stati Uniti (hard rock)    | 3                 |
| Stati Uniti (rock)         | 5                 |
| Svezia                     | 17                |
| Svizzera                   | 21                |